# Tara rouge
Pour un article plus général, voir Tara (bouddhisme).
Tara rouge (en tibétain : Dölma Marmo (tibétain : སྒྲོལ་མ་དམར་མོ, Wylie : sgrol ma dmar mo), également Rikchema (tibétain : རིག་བྱེད་མ་, Wylie : rig byed ma ; Skt. Kurukulla)) est l'une des 21 formes de Tārā, bodhisattva du bouddhisme qui officie pour la bienveillance des êtres. Tara rouge est connue pour sa capacité à surmonter les situations les plus difficiles, donnant la protection contre tous les dangers et écouler, se libérer des désirs.